# المشیرفه، سوریه
المشیرفه (به عربی: المشیرفة) یک روستا در سوریه است که در ناحیه مرکزی جسر الشغور واقع شده‌است. المشیرفه ۸۳۰ نفر جمعیت دارد.